# Emmanuel Tarpin
Pour les articles homonymes, voir Tarpin.
Emmanuel Tarpin, né le 15 juin 1992 à Annecy, est un designer de joaillerie français. En 2017, il fonde la marque éponyme, basée à Paris.

## Biographie

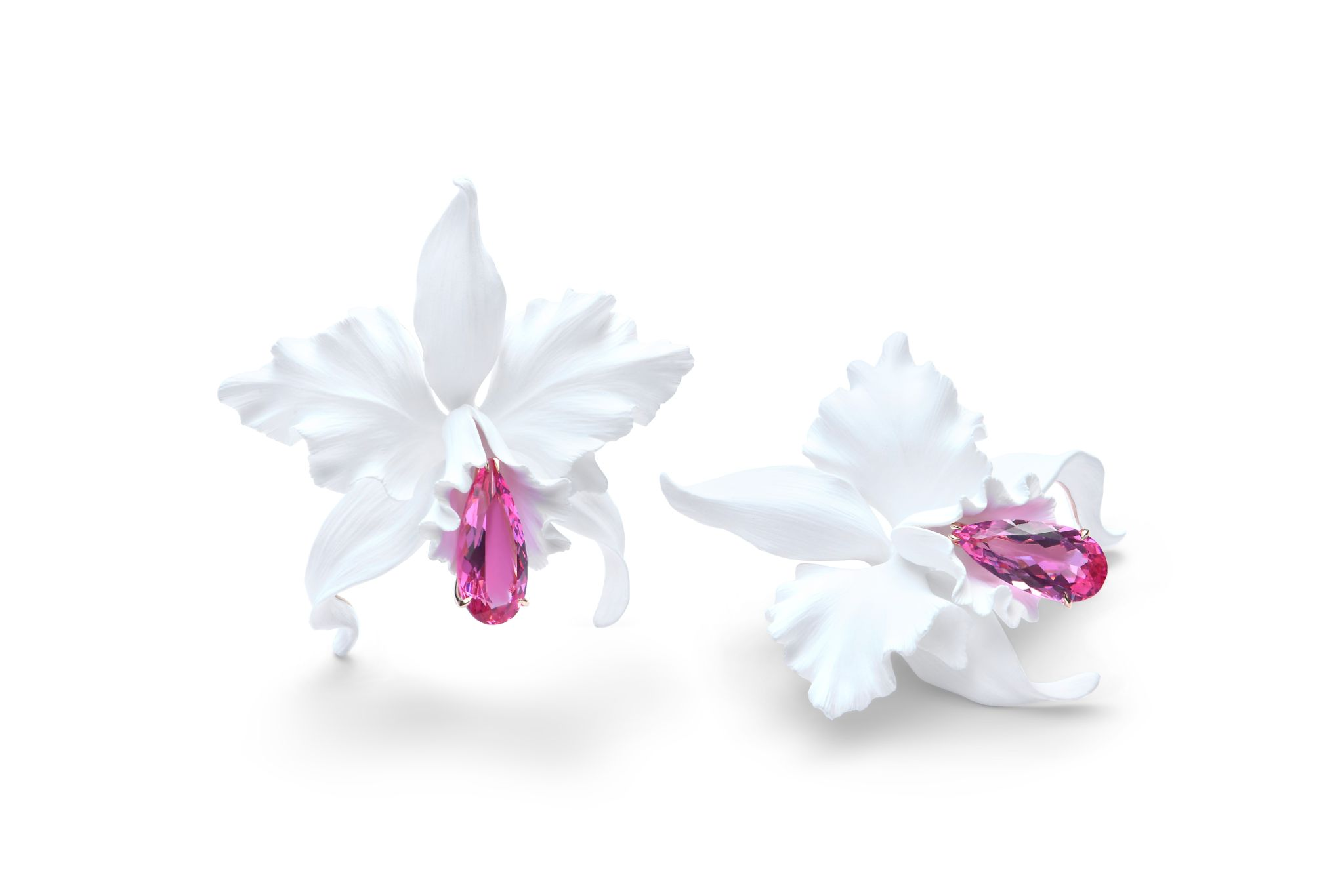
Boucles d'oreilles Cattleya en or rouge, céramique et rubellites de Cruzeiro

Passionné de sculpture et de gemmologie depuis son enfance, Emmanuel Tarpin est diplomé de la Haute École d'art et de design Genève en 2014.

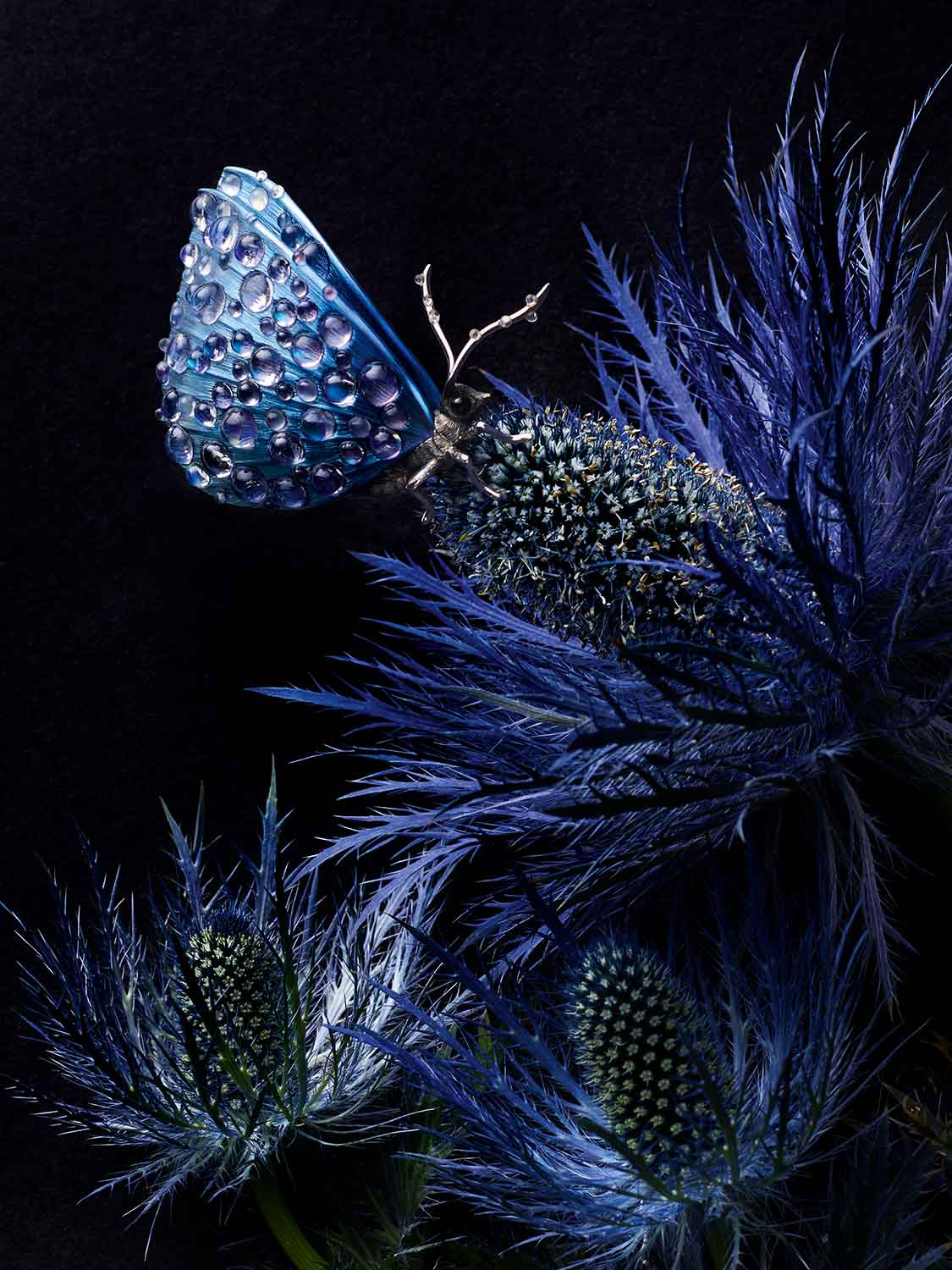
Broche Papillon de nuit en or blanc titane, pierres de lune et onyx

Après l'obtention de son diplôme, il travaille chez Van Cleef & Arpels dans un atelier de haute joaillerie et crée ses premiers bijoux.
En 2017, il crée sa propre marque, et se consacre exclusivement à la réalisation de pièces uniques. La même année, l'une de ses premières créations, une paire de boucles d'oreille, est vendue aux enchères chez Christie's.
Depuis plusieurs années, Emmanuel Tarpin est très impliqué dans la protection de l'environnement, notamment avec son investissement au sein de l'association Coral Gardeners à Moorea.
Plusieurs célébrités ont porté ses créations, dont Rihanna, Johnny Depp, Sharon Stone et Mandy Moore.
Le 6 mai 2024, le tapis rouge du Met Gala a vu défiler le chanteur Troye Sivan avec la magnifique broche Papillon de nuit.

## Inspirations
Sa principale source d'inspiration est la nature, remarquable à travers ses réalisations qui répliquent différents types de fleurs et plantes,.
Le magazine Dreams le compare à René Lalique.

## Distinctions
En 2019 il remporte le Rising stars award de Fashion Group International (en) dans la catégorie Haute Joaillerie. Il est également nommé designer de l'année par The Town & Country Jewelry Awards.